# Werner Franz Siebenbrock
Werner Franz Siebenbrock (ur. 27 września 1937 w Münster, zm. 24 grudnia 2019 w Juiz de Fora) – niemiecki duchowny rzymskokatolicki, werbista, misjonarz w Brazylii.
Święcenia prezbiteratu przyjął w Zgromadzeniu Słowa Bożego 18 grudnia 1965. W latach 1983–1988 pełnił urząd wikariusza biskupiego w archidiecezji Rio de Janeiro. 12 października 1988 papież Jan Paweł II mianował go biskupem pomocniczym archidiecezji Belo Horizonte, przydzielając mu stolicę tytularną Tacia Montana. Sakrę przyjął z rąk ówczesnego metropolity Belo Horizonte, Serafim Fernandes de Araújo 18 grudnia 1988. 9 listopada 1994 został mianowany biskupem Nova Iguaçu. 19 grudnia 2001 ogłoszona została jego nominacja na biskupa Governador Valadares. 6 marca 2014 papież Franciszek przyjął jego rezygnację z urzędu, złożoną ze względu na osiągnięcie wieku emerytalnego.